# Kozmic Blues: Tribute to Janis Joplin
Kozmic Blues (Tribute to Janis Joplin) – album Natalii 'Natu' Przybysz nagrany w hołdzie amerykańskiej piosenkarki Janis Joplin. Oprócz śpiewanych po angielsku utworów z repertuaru Janis Joplin (solowego, jak również z okresu występów Joplin w Big Brother & the Holding Company) na płycie znajduje się kompozycja Natalii Przybysz i Jurka Zagórskiego w języku polskim („Niebieski”). Album zapowiadał singel „Maybe”. Płyta zadebiutowała na 49. miejscu OLiS. Z materiałem z albumu artystka wystąpi w ramach koncertów Męskie Granie 2013.
Projekt „Kozmic Blues” powstał na potrzeby Festiwalu Woodstock z okazji 50-lecia debiutu artystycznego Janis Joplin. Występ przyjęto niezwykle entuzjastycznie, w związku z tym Natu wyruszyła w trasę koncertową. Koncerty również okazały się sukcesem. Artystka poszła krok dalej i nagrała album studyjny z utworami wykonywanymi przez Joplin.

## Lista utworów
| 1.  | „The Last Time” Janis Joplin                               | 2:55  |
|     |                                                            |       |
| 2.  | „Try (Just a Little Bit Harder)” Jerry Ragovoy/Chip Taylor | 4:32  |
|     |                                                            |       |
| 3.  | „Niebieski” Natalia Przybysz/Jurek Zagórski                | 3:17  |
|     |                                                            |       |
| 4.  | „Down On Me” trad./Janis Joplin                            | 2:23  |
|     |                                                            |       |
| 5.  | „Kozmic Blues” Gabriel Mekler/Janis Joplin                 | 4:16  |
|     |                                                            |       |
| 6.  | „One Night Stand” Steve Gordon/Barry Flast                 | 4:03  |
|     |                                                            |       |
| 7.  | „Move Over” Janis Joplin                                   | 3:52  |
|     |                                                            |       |
| 8.  | „Half Moon” John Hall/Johanna Hall                         | 3:24  |
|     |                                                            |       |
| 9.  | „To Love Somebody” Robin Gibb/Barry Gibb                   | 6:10  |
|     |                                                            |       |
| 10. | „Maybe” Richard Barrett                                    | 3:29  |
|     |                                                            |       |
| 11. | „Tell Mama” Wilbur Teller/Clarence Carter/Marcus Daniel    | 3:49  |
|     |                                                            |       |
| 12. | „Ball and Chain” Willie Mae Thornton                       | 7:09  |
|     |                                                            |       |
| 13. | „Me and Bobby McGee” Kris Kristofferson/Fred Foster        | 2:54  |
|     |                                                            |       |
|     |                                                            | 52:13 |
|     |                                                            |       |

## Skład wykonawczy
- Natalia Przybysz – śpiew
- Jurek Zagórski – gitara; produkcja, miksowanie, realizacja nagrania „Niebieski"
- Hubert Zemler – perkusja, chórki
- Filip Jurczyszyn – gitara basowa
- Mariusz Obijalski – instrumenty klawiszowe, harmonijka
- Bogusz Wekka – perkusjonalia w „Down on Me"
- Marcin Gańko – saksofon, chórki
- Tomek Dworakowski – puzon, chórki
- Rafał Gańko – trąbka, chórki
- Andrzej 'Zero' Giegiel, Jan Komar – produkcja, miksowanie, realizacja nagrań
- Smok & Activator At Studio As One – mastering
- Filip Kabulski – zdjęcia z okładki, książeczka
- Justyna Jaworska – książeczka
- Konrad Wullert/Art Vaders – projekt graficzny